# The Mutants
The Mutants (Les Mutants) est le soixante-troisième épisode de la première série de la série télévisée britannique de science-fiction Doctor Who. Il fut originellement diffusé en six parties, du 8 avril au 13 mai 1972.

## Accroche
Les seigneurs du temps envoient Jo et le Docteur en mission pour donner un message à une personne spécifique sur une station en orbite au XXXe siècle. Ils arrivent en plein conflit entre les habitants de la planète Solos et leurs administrateurs terriens.

## Distribution
- Jon Pertwee — Le Docteur
- Katy Manning — Jo Grant
- Paul Whitsun-Jones — Le Marshal
- George Pravda — Jaeger
- Christopher Coll — Stubbs
- Rick James — Cotton
- James Mellor — Varan
- Jonathan Sherwood — Varan's Son
- Garrick Hagon — Ky
- John Hollis — Sondergaard
- Geoffrey Palmer — L'administrateur
- Peter Howell — L'Investigateur
- David Arlen — Garde Guerrier
- Roy Pearce, Damon Sanders, Martin Taylor — Gardes
- Sidney Johnson — Vieil Homme
- John Scott Martin — Mutt

## Résumé
Le Docteur et Jo reçoivent une étrange boîte de la part des seigneurs du temps contenant un colis. Celle-ci ne peut s'ouvrir que face à son destinataire et les seigneurs du temps contrôlent le TARDIS afin d'envoyer le Docteur et Jo vers une base spatiale du XXXe siècle où se trouverait son destinataire. La base est en orbite autour de la planète Solos à la surface de laquelle un gaz transforme ceux qui le respirent en mutant. Ces gaz viennent des extractions minières de thaesium et les habitants de Solos sont obligés de demander la protection des "Suzerains" terriens ("Overlords" en version originale) qui les laissent vivre dans la pauvreté. Une révolte est sur le point d'éclater et alors que les Terriens sont prêts à se retirer de Solos pour des raisons économiques, Ky, un résistant solonien assassine l'administrateur de la Terre, avant de s'enfuir dans les cavernes de la planète en prenant Jo en otage.
La planète se retrouve alors gouvernée par le Marshall, un politicien menteur et imbu de sa personne qui souhaite se débarrasser des habitants de Solos. Alors que Jo devient amie avec Ky qui lui explique le sort de son peuple, le Docteur doit aider un scientifique, Jaeger afin d'ouvrir le colis des seigneurs du temps, destiné à Ky. Jaeger souhaite bombarder la planète afin de la rendre habitable, mais le Docteur trouve une solution plus pacifiste. Il réussit aussi à se lier avec deux soldats du Marshal, Stubbs et Cotton, qui ne supportent plus les mensonges de leur chef. Après avoir vu son fils tué par le Marshal, Varan, un des chefs solonien, prend le Docteur pour un Overlord et tente de le tuer. Tous deux se retrouve téléportés sur Solos et le Docteur parvient à se mettre de son côté.
S'aventurant dans les cavernes, le Docteur retrouve Ky et Jo alors qu'ils semblent être attaqués par des mutants. Ouvrant le colis, Ky découvre d'anciennes tablettes qu'ils ne peut lire car elles sont en ancien solonien. Chargé de les recherches, Stubbs et Cotton se joignent à eux. Dans les cavernes, ils découvrent le professeur Sondergaard, un scientifique que l'on croyait disparu. Lui et le Docteur étudient des tablettes qui se trouve être une sorte de mythologie de la genèse de Solos, et découvrent que les mutants font partie intégrante du cycle de la vie sur Solos, son cycle vital étant très long, elle met 2000 ans pour boucler son orbite autour de son soleil. Les mutants vus par les humains ne sont en réalité qu'une sorte de chrysalide avant un nouveau cycle.
Reparti dans son village, Varan découvre qu'il se change peu à peu en mutant. Cachant ce fait, il commande une attaque contre la base spatiale. À l'intérieur de celle-ci, le Marshal ordonne à Jaeger d'accélérer l'exécution du bombardement de la planète afin de pouvoir impressionner un émissaire terrien qui doit arriver. Sur celle-ci, Jo, Ky et Cotton sont retrouvés et emprisonnés. De son côté Jaeger s'est aperçu que les bombardements augmentaient la pollution au lieu d'assainir la planète et Marshal fait pression sur le Docteur pour qu'il décontamine la surface. Il utilise le matériel de Jaeger pour ses recherches pendant que Sondergaard parvient à communiquer avec les mutants et leur révéler qu'ils font partie intégrante du cycle de la vie.
Pendant ce temps, Jo parvient à se délivrer ainsi que ses compagnons mais leur tentative est un échec et Stubb sera tué. Un investigateur venu de la Terre tente d'enquêter sur les événements étant survenu sur Solos et le Docteur accuse le Marshal de traîtrise et de comportement génocide. Mais, l'arrivée de Sondergaard suivit d'un groupe de mutant poussera l'investigateur à donner les pleins pouvoirs au Marshal. Dorénavant maître de la planète, il souhaite détruire toutes formes de vies sur Solos afin de la transformer en une « Terre no 2 ». Enfermé dans une salle rempli de radiations de thaesium et grâce à une pierre trouvé par Sondergaard et le Docteur, Ky mute à son tour, mais trouve finalement la véritable forme que les mutants sont censés avoir, celle d'être rayonnant de lumière. Doué de pouvoirs grandioses, il tue le Marshal et repart sur sa planète. L'investigateur relâché, il nomme Cotton nouveau gouverneur de la planète, tandis que Sondergaard reste sur Solos afin d'aider les mutants à atteindre leur véritable formes. Le Docteur et Jo repartent.

### Continuité
- Au début de l'épisode, le Docteur travail sur un « accélérateur d'inertie » pour son véhicule Bessie.
- Un mutant solonien apparaît dans les souvenirs de Jo dans Frontier in Space aussi qu'au début de The Brain of Morbius pour brièvement se faire tuer.
- Une nouvelle fois, à la fin de l'épisode, l'investigateur répète le titre de la série en demandant « Doctor Who? »
- C'est la troisième fois après Colony in Space et The Curse of Peladon que les seigneurs du temps envoient le Docteur en mission sans son accord.
- Le Docteur semble étrangement immunisé contre les radiations.
- La solution alternative du Docteur afin de purifier la planète est une nouvelle fois de renverser la polarité.